# Лекорню, Себастьен
Себастье́н Лекорню́ (фр. Sébastien Lecornu; род. 11 июня 1986, Обонн, Франция) — французский политик, член партии «Возрождение», президент Совета департамента Эр. Министр Вооружённых сил Франции с 20 мая 2022 года.

## Биография
Родился 11 июня 1986 года в Обонне (департамент Валь-д'Уаз). Рано заинтересовался политикой, став в 16 лет активистом партии Союз за народное движение. В составе молодежного движения партии в 2004 году участвовал в региональных выборах в городе Вернон. Получил степень бакалавра в области права, затем магистра права в университете Пантеон-Асса.
В 2005 году стал работать помощником депутата Национального собрания Франции от департамента Эр Франка Жилара. Тогда же он начинает сотрудничать с другим депутатом от департамента Эр — Брюно Ле Мэром, и когда Ле Мэр становится государственным секретарем по европейским делам, переходит на работу в его аппарат. В 23 года Себастьян Лекорню становится самым молодым помощником члена правительства Франсуа Фийона.
В 2010 году он избирается на должность заместителя лидера партийной группы в департаменте Эр и становится заместителем депутата Франка Жилара. В 2013 году активно участвовал в кампании Брюно Ле Мэра по выборам лидера партии Союз за народное движение, с мая 2013 по октябрь 2014 года занимал пост национального секретаря СНД.
В 2014 году Лекорню возглавил партийный список на муниципальных выборах в городе Вернон и одержал победу, заняв пост мэра. В 2015 году он возглавил успешную кампанию СНД на выборах в Совет департамента, одержав уверенную победу в кантоне Вернон, и был избран на пост Президента Совета департамента. В мае 2015 года вошел в состав Национального бюро партии Республиканцы.
В декабре 2015 года Лекорню ушёл с поста мэра Вернона, решив сосредоточиться на выполнении обязанностей Президента Совета департамента. Он выдвинул своего ближайшего соратника Франсуа Узийо на пост мэра, а сам занял пост вице-мэра и лидера большинства в городском совете.
Себастьян Лекорню возглавляет управляющий совет Музея импрессионизма в Живерни, патронирует фестиваль импрессионизма в Нормандии.
21 июня 2017 года назначен государственным секретарём при министре комплексных экологических преобразований Николя Юло во втором правительстве Филиппа. После этого ушел в отставку с поста президента Совета департамента Эр.
31 октября 2017 года Политическое бюро партии «Республиканцы» приняло решение об исключении из партии лиц, вошедших в действующее правительство, в том числе Лекорню.
25 ноября 2017 года объявил о вступлении в президентскую партию «Вперёд, Республика!».
16 октября 2018 года в результате серии кадровых перестановок во втором правительстве Филиппа перемещён в кресло ответственного министра местного самоуправления при министре развития территорий Жаклин Гуро.
6 июля 2020 года после отставки Филиппа сформировано правительство Кастекса, в котором Лекорню получил портфель министра заморских территорий.
27 июня 2021 года Себастьен Лекорню был переизбран в Совет департамента Эр, а 1 июля 2021 года избран президентом Совета департамента Эр. С разрешения президента Эмманюэля Макрона он совмещает посты министра и президента Совета..
20 мая 2022 года занял должность министра Вооружённых сил в правительстве Элизабет Борн.
11 января 2024 года сохранил должность при формировании правительства Атталя.
21 сентября 2024 года сохранил должность при формировании правительства Барнье.
23 декабря 2024 года при формировании правительства Байру вновь получил портфель министра Вооружённых сил.

## Занимаемые выборные должности
С 5 апреля 2014 по 4 декабря 2015 года — мэр города Вернон.
С 4 декабря 2015 года — вице-мэр города Вернон
С 29 марта 2015 по 10 июля 2017 года — президент Совета департамента Эр
С 21 июня 2017 по 16 октября 2018 года — государственный секретарь при министре комплексных экологических преобразований во втором правительстве Эдуара Филиппа.
С 16 октября 2018 по 6 июля 2020 года — ответственный министр местного самоуправления Франции.
С 6 июля 2020 по 20 мая 2022 года — министр заморских территорий Франции.
С 1 июля 2021 по 16 декабря 2022 года — президент Совета департамента Эр.
С 20 мая 2022 года — министр обороны Франции.

## Награды
- Орден «За заслуги» II степени (4 сентября 2023 года, Украина) — за весомый личный вклад в укрепление межгосударственного сотрудничества, поддержку государственного суверенитета и территориальной целостности Украины, популяризацию Украинского государства в мире[11].
- Орден Почёта (7 марта 2025 года, Молдавия)[12].